# Балістика

Ньютонові криві польоту снарядів.

Балістика (дав.-гр. ἡ βαλλιστική від дав.-гр. βάλλω — «кидаю») — наука, що вивчає рух і зіткнення снарядів, таких як кулі, бомби і ракети. Для снарядів, що випускаються зі звичайної зброї, найважливішими зовнішніми чинниками, що впливають на рух, є температура, атмосферний тиск і сила вітру; для балістичних ракет додаються такі чинники, як, наприклад, швидкість обертання Землі.

## Типи балістики

### Огляд
Розрізняють внутрішню балістику, що займається дослідженням руху снаряда в каналі гармати, на противагу зовнішній балістиці, що досліджує рух снаряда по виході з гармати. Під зовнішньою балістикою розуміють, зазвичай, науку про рух тіл в повітряному і безповітряному просторі під дією тільки зовнішніх сил. Слово «зовнішній» в даному терміні походить від розгляду руху артилерійського снаряда поза гарматним стволом. Існує також поняття термінальної (кінцевої) балістики, що стосується взаємодії снаряду та тіла, в яке він потрапляє, і руху снаряда після влучення. Термінальною балістикою займаються зброярі-фахівці по снарядам і кулям, фахівці, що займаються міцністю та інші фахівці з броні і захисту, а також криміналісти. Також в практичній фізиці в цьому напрямку використовується закон важеля.
Головним завданням наукової балістики є математичне вирішення питання про залежність кривої польоту (траєкторії) кинутих і вистрілених тіл від її чинників (сили пороху, сили тяжіння, опору повітря, тертя).

### Внутрішня балістика

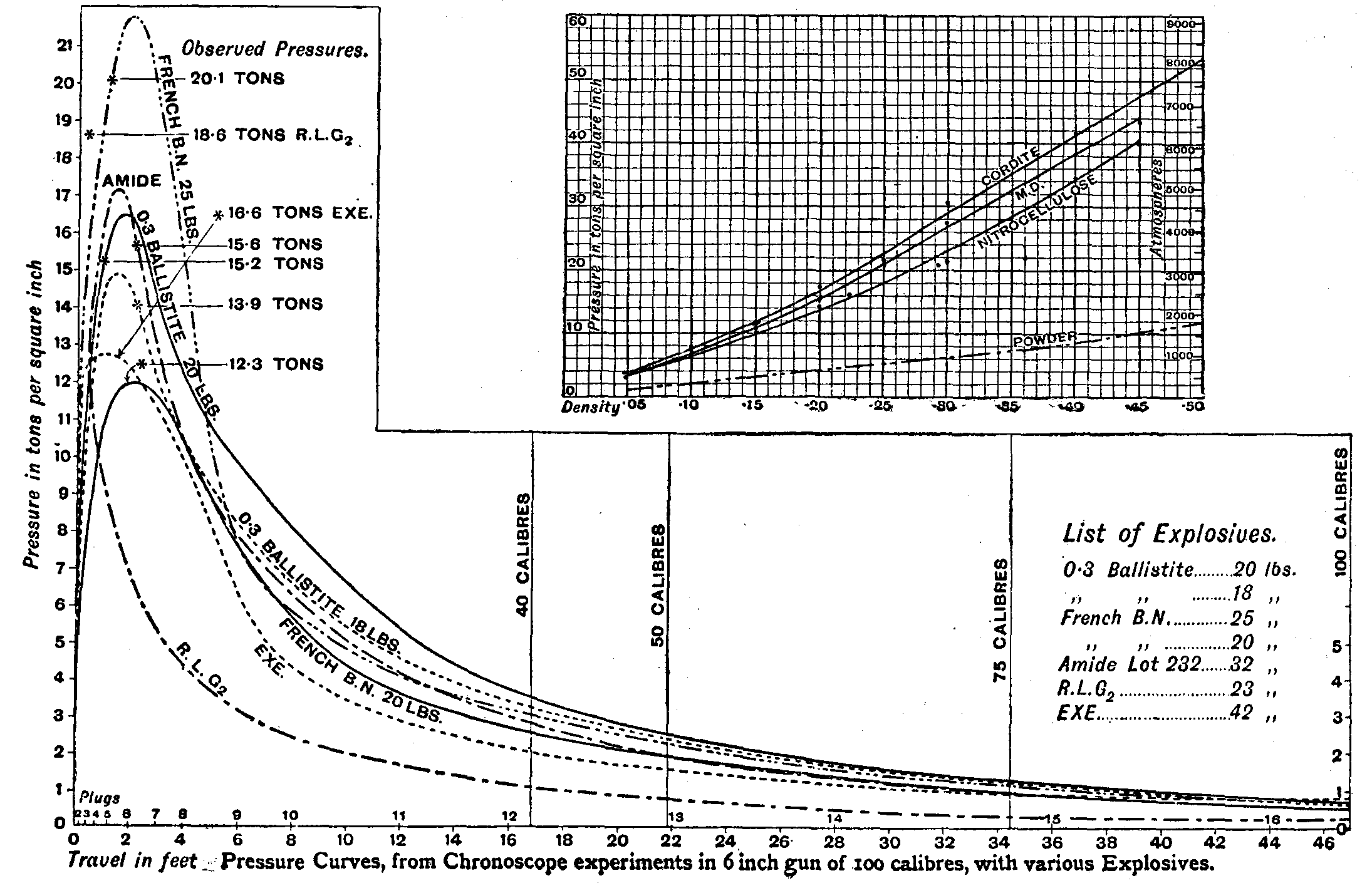
Тиск порохових газів в каналі ствола в гарматах. Експериментальні дані з Енциклопедії Британіка

Вивченням процесів, які відбуваються під час пострілу та під час руху кулі (гранати) у каналі ствола займається внутрішня балістика.
Пострілом називають викидання кулі (гранати) з каналу ствола зброї енергією газів, які утворюються під час згорання порохового заряду (порохових газів).
Попри те, що постріл відбувається в дуже короткий проміжок часу (0,001-0,06с), у ньому розрізняють чотири послідовних періоди: попередній, перший або основний, другий та третій або період після дії газів.
- Попередній період триває від початку горіння порохового заряду до повного врізання оболонки кулі в нарізи ствола.
- Перший, або основний, період триває від початку руху кулі до моменту повного згорання порохового заряду.
- Другий період триває від моменту повного згорання порохового заряду до моменту вильоту кулі з каналу ствола. Швидкість кулі в момент вильоту з каналу ствола (дулова швидкість) трохи менша за початкову швидкість (Vд < V0).
- Третій період, або період післядії газів, триває від моменту вильоту кулі з каналу ствола до моменту закінчення дії порохових газів на кулю. На відстані декількох десятків сантиметрів (до 20 см) від дулового зрізу ствола швидкість кулі досягає найбільшого значення (яке більше за початкову швидкість).

Початковою швидкістю (V0) називається швидкість руху кулі біля дулового зрізу ствола. Початкова швидкість є однією з головних характеристик бойових властивостей зброї. Під час збільшення початкової швидкості:
- збільшується дальність польоту кулі;
- збільшується дальність прямого пострілу;
- збільшується убивча та пробивна дія кулі;
- збільшується траєкторія польоту кулі, вона стає пологішою;
- зменшується вплив зовнішніх умов на її політ.

За початкову швидкість береться умовна швидкість, яка дещо більша за дулову і менша за максимальну. Вона визначається дослідним шляхом та обчисленнями.

### Зовнішня балістика

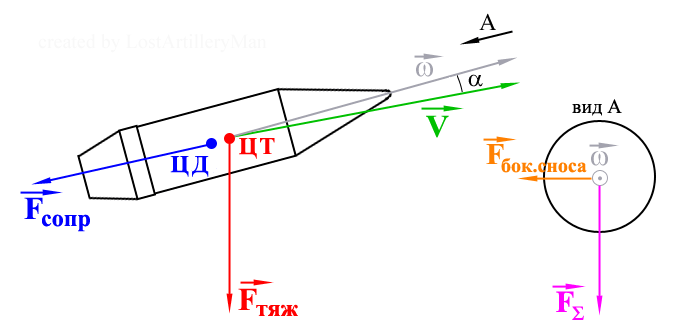
Діагарама сил, що діють на кулю в польоті.

Вивченням руху кулі (гранати) після припинення дії на неї порохових газів займається зовнішня балістика.
Вилетівши з каналу ствола під дією порохових газів, куля рухається за інерцією і під час польоту в повітрі піддається дії двох сил: тяжіння і опору повітря. В результаті дії цих сил швидкість польоту кулі постійно зменшується, а її траєкторія нагадує за формою нерівномірно зігнуту криву лінію.
Для вивчення траєкторії кулі (гранати) прийняті такі позначення:
- Пряма лінія, яка є продовженням осі каналу ствола наведеної зброї, називається лінією піднесення (OA).
- Пряма лінія, яка є продовженням осі каналу ствола в момент вильоту кулі, називається лінією кидання (ОК).
- Центр дулового зрізу ствола називається точкою вильоту. Точка вильоту є початком траєкторії.
- Горизонтальна площина, яка проходить через точку вильоту, називається горизонтом зброї. Траєкторія двічі перетинає горизонт зброї: в точці вильоту і в точці падіння. Вертикальна площина, яка проходить через лінію піднесення, називається площиною стрільби.
- Кут, утворений лінією піднесення і горизонтом зброї, називається кутом піднесення (φ). Якщо цей кут від'ємний, то він називається кутом схилення (зниження).
- Кут, утворений лінією кидання і горизонтом зброї, називається кутом кидання (θ0). Точка перетину траєкторії з горизонтом зброї називається точкою падіння.
- Кут, утворений дотичною до траєкторії в точці падіння і горизонтом зброї, називається кутом падіння (θс).
- Відстань від точки вильоту до точки падіння називається повною горизонтальною дальністю (X). Швидкість кулі в точці падіння називається кінцевою швидкістю (Vс).
- Час руху кулі від точки вильоту до точки падіння називається повним часом польоту (Т).
- Найвища точка траєкторії називається вершиною траєкторії (S).
- Найкоротша відстань від вершини траєкторії до горизонту зброї називається висотою траєкторії (YS).
- Частина траєкторії від точки вильоту до вершини називається висхідною гілкою; частина траєкторії від вершини до точки падіння називається низхідною гілкою траєкторії.
- Точка на цілі чи поза нею, в яку наводиться зброя, називається точкою прицілювання (наведення).
- Пряма лінія, яка проходить від ока стрільця через середину прорізу прицілу (нарівні з його краями) і вершину мушки в точку прицілювання, називається лінією цілі (ОЦ).
- Кут, утворений лінією піднесення і лінією цілі, називається кутом прицілювання (α).
- Кут, утворений лінією прицілювання і горизонтом зброї, називається кутом місця цілі (ε). Кут місця цілі вважається додатним (+), коли ціль вище горизонту зброї, і від'ємним (-), коли ціль нижче горизонту зброї.
- Відстань від точки вильоту до перетину траєкторії з лінією прицілювання називається прицільною дальністю (Дп).
- Найкоротша відстань від будь-якої точки траєкторії до лінії прицілювання називається перевищенням траєкторії над лінією прицілювання.
- Точка перетину траєкторії з площиною цілі (землі, перешкоди) називається точкою зустрічі.

Постріл, після якого траєкторія не підіймається над лінією прицілювання вище за ціль на всій своїй довжині, називається прямим пострілом.
Дальність прямого пострілу залежить від висоти цілі та настильності траєкторії. Чим вища ціль і чим настильніша траєкторія, тим більша дальність прямого пострілу і тим на більшій протяжності місцевості ціль може бути уражена з однією установкою прицілу.
У межах дальності прямого пострілу в напружені моменти бою стрільба може вестись без перестановки прицілу. А точка прицілювання за висотою, зазвичай, вибирається на нижньому краю цілі.

### Термінальна балістика
Термінальна балістика вивчає дію снаряду на перешкоду. Зокрема, термінальна балістика вивчає вплив різних тіл на броневий захист. При цьому швидкість зіткнення зазвичай коливається в межах 0.5-2.0 км/c. Швидкість при ударі кумулятивного струменю, при цьому, знаходяться в діапазоні 2.0-8.0 км/c і вивчення цих процесів так само становить великий інтерес для розробників як засобів захисту, так і зброї.
.

## Історія
Перші дослідження щодо форми кривої польоту снаряда (з вогнепальної зброї) зробив в 1546 р. Тарталья. Галілей встановив за допомогою законів тяжіння свою параболічну теорію, в якій не було взято до уваги вплив опору повітря на снаряди. Теорію цю можна застосувати без великої похибки до дослідження польоту ядер тільки при невеликому опорі повітря. Вивченням законів повітряного опору ми зобов'язані Ньютону, який довів у 1687 р., що крива польоту не може бути параболою. Робінс (у 1742 р.) зайнявся визначенням початкової швидкості ядра і винайшов вживається і понині балістичний маятник (див. Балістичні прилади). Перше справжнє вирішення основних завдань балістики дав знаменитий математик Ейлер. Подальший рух Б. дали Гуттон, Ломбард (1797 р.) і Обенгейм (1814 р.).
З 1820 р. вплив тертя став все більш і більш вивчатися, і в цьому відношенні багато працювали фізик Магнус, французькі вчені Пуассон і Дідіон і прусський полковник Отто. Новим поштовхом до розвитку балістики послужило введення в загальне застосування нарізної вогнепальної зброї і довгастих снарядів. Питання балістики стали ретельно розроблятися артилеристами і фізиками всіх країн; для підтвердження теоретичних висновків стали проводитися досліди, з одного боку, в артилерійських академіях і школах, з іншого боку, на заводах, що виготовляють зброю; так, наприклад дуже повні дослідження для визначення опору повітря були проведені в Петербурзі в 1868 і 1869 роках, за розпорядженням генерал-адмірала Баранцева, заслуженого професора Михайлівської артилерійської академії, Н. В. Маіевського.
На дослідному полі гарматного заводу Круппа визначалася швидкість снарядів з гармат різного калібру в різних точках траєкторії, і досягнуті були дуже важливі результати. Крім Н. В. Маіевського, заслуги якого оцінені належним чином і всіма іноземцями, серед ряду вчених, що в новітній час працювали над питаннями балістики, особливо заслуговують уваги: проф. Алж. ліцею Готьє, франц. артилеристи — гр. Сен-Роберт, гр. Магнус де Спарр, майор Мюзо, кап. Жуффре, іт. арт. капит. Сіаччі, що виклав в 1880 р. рішення завдань прицільної стрільби, Нобль, Нейман, дебатів, Ейбл, Резаль, Сарри й Піобер, що поклав основу внутрішньої Б.; винахідники балістичних приладів — Уїтстон, Константинов, Наве, Марсель, Депре, Лебуланже та ін.
Рух матеріальної точки по балістичній траєкторії описується досить простою (з точки зору математичного аналізу) системою диференціальних рівнянь. Складність полягала в тому, щоб знайти достатньо точний функціональний вираз для сили опору повітря, та ще такий, яке дозволяло б знайти рішення цієї системи рівнянь у вигляді вираження з елементарних функцій.
У ХХ ст. у вирішенні проблеми стався корінний переворот. Близько 1900 року німецькі математики К. Рунге і М. Кутта розробили чисельний метод інтегрування диференціальних рівнянь, що дозволяв із заданою точністю вирішувати такі рівняння при наявності чисельних значень всіх вихідних даних. Розвиток аеродинаміки, з іншого боку, дозволило знайти досить точний опис сил, що діють на тіло, що рухається з великою швидкістю в повітрі, нарешті, успіхи обчислювальної техніки зробили реальним виконання за прийнятний час трудомістких розрахунків, пов'язаних з чисельним інтегруванням рівнянь руху по балістичній траєкторії.

## Балістична траєкторія
Балістична траєкторія — це траєкторія, по якій рухається тіло, що володіє деякою початковою швидкістю, під дією сили тяжіння і сили аеродинамічного опору повітря.
Без урахування опору повітря балістична траєкторія, згідно з першим законом Кеплера, являє собою розташовану над поверхнею Землі частину еліпса, один з фокусів якого збігається з гравітаційним центром Землі. Оскільки більша частина траєкторії балістичних ракет достатньо великої дальності (понад 500 км) проходить в розріджених шарах атмосфери, де опір повітря практично відсутній, їх траєкторії на цій ділянці є еліптичними.
Форма ділянок балістичної траєкторії, що проходять в щільних шарах атмосфери залежить від багатьох чинників: початкової швидкості снаряда, його форми і маси, поточного стану атмосфери на траєкторії (температура, тиск, щільність) і від характеру руху снаряда навколо його центру мас . Форма балістичної траєкторії в цьому випадку звичайно розраховується методом чисельного інтегрування диференціальних рівнянь руху снаряда в стандартній атмосфері. На підставі таких розрахунків складаються балістичні таблиці, які є керівництвом для артилеристів при прицілюванні артилерійської зброї і пускових установок систем залпового вогню.

## Балістична експертиза

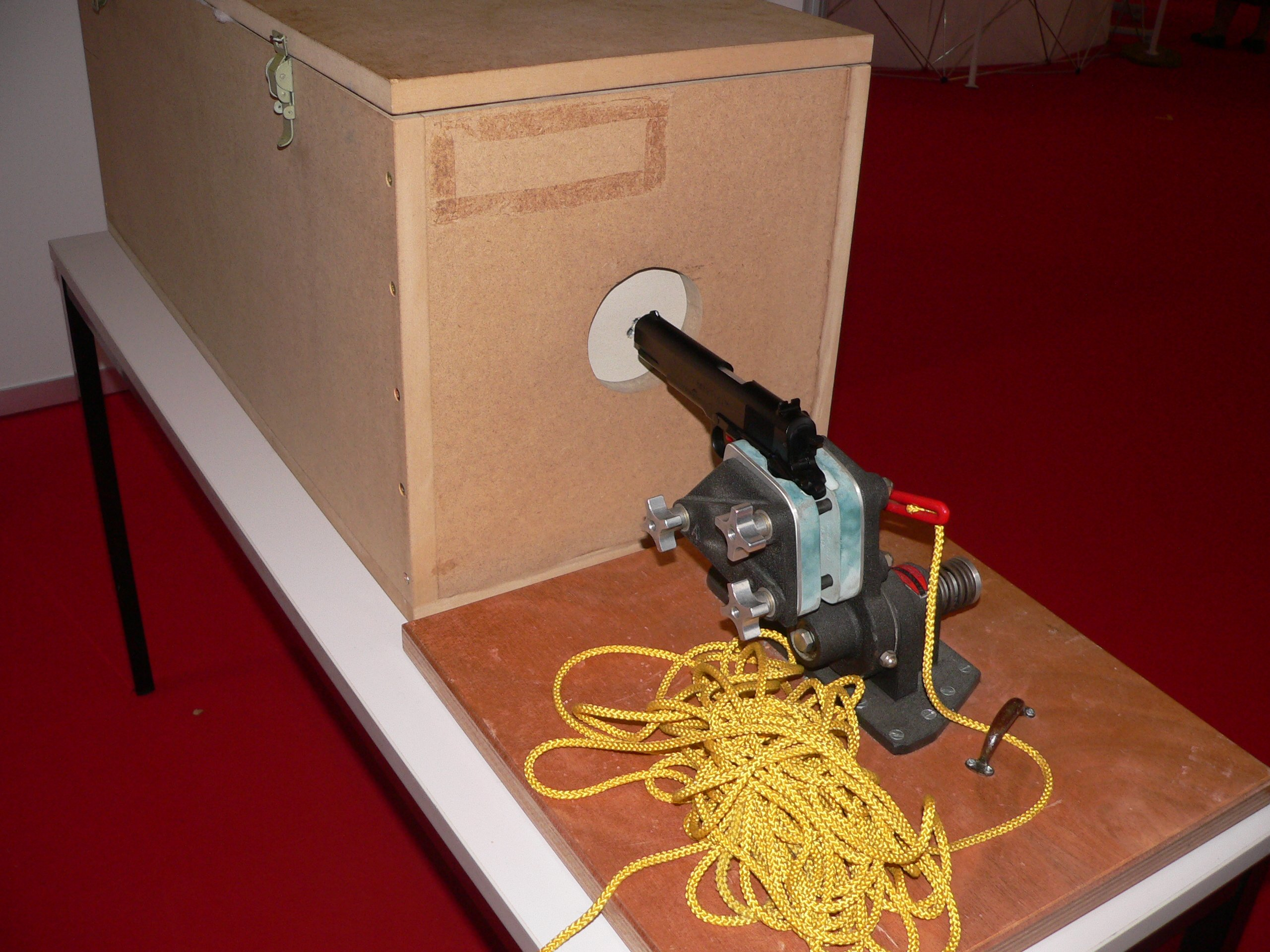
Дослідження стрілецької зброї на стенді в ході балістичної експертизи.

Вид судово-криміналістичної експертизи, завдання якої полягає тому, щоб дати слідству відповіді на технічні питання, що виникають у ході розслідування випадків з застосуванням вогнепальної зброї. Зокрема, встановлення відповідності між стріляною кулею (а також гільзою і характером руйнувань, здійснених кулею) і зброєю, з якої був зроблений постріл.